# 十日懺悔
十日懺悔（希伯來語：עֲשֶׂרֶת יְמֵי תְׁוּבָה）是犹太教中的特殊日子，指的是希伯來曆一年中的头十天，即从犹太新年开始，到赎罪日结束。这十天通常在公曆九月和/或十月初。由于十日懺悔處於犹太新年和赎罪日之間，犹太人在这十天里会专注于悔罪並向上帝祈禱。